# Carl August Wellner

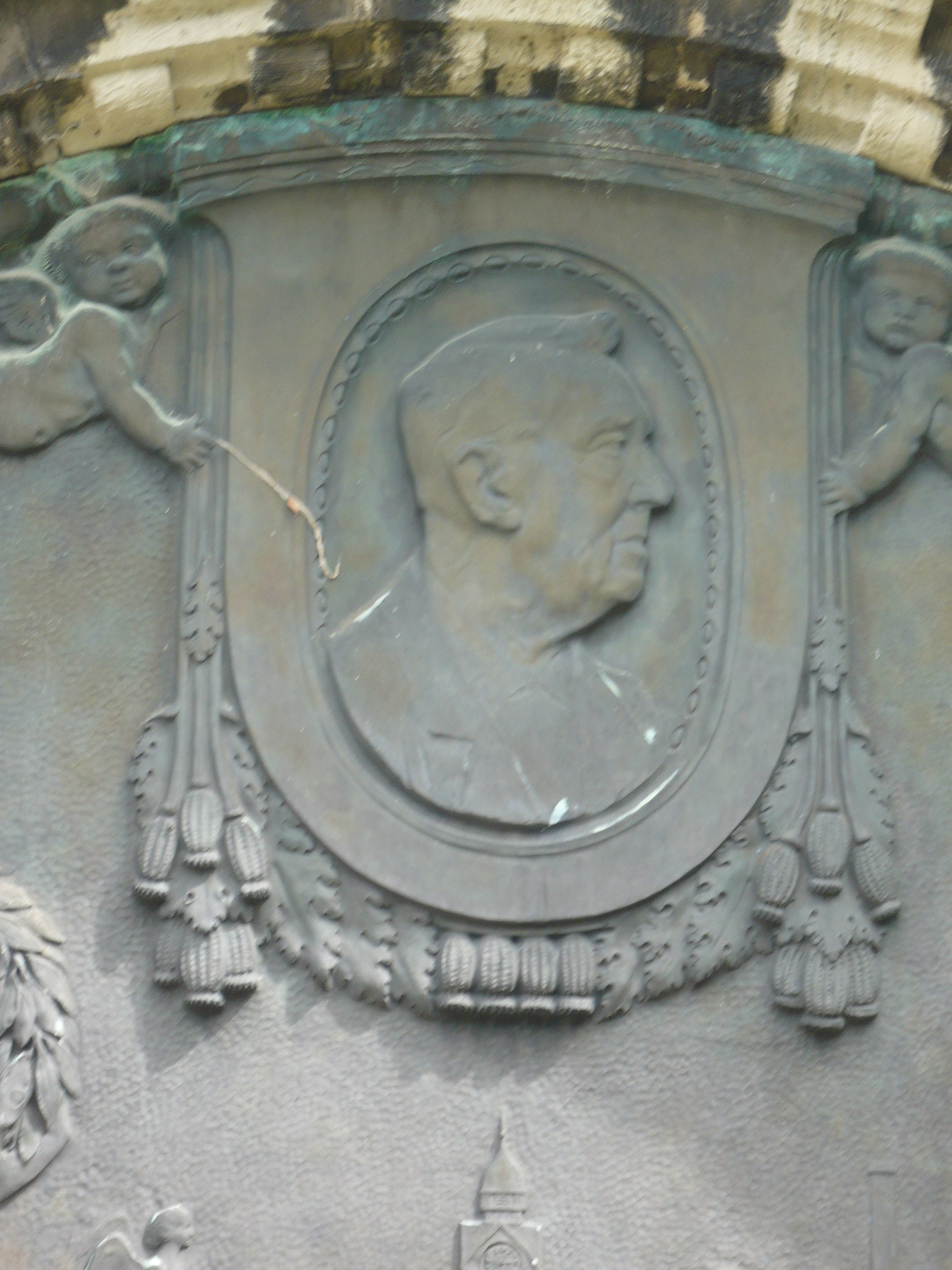
Porträt Carl August Wellner auf der Grabstele

Carl August Wellner (* 2. Mai 1824 in Aue; † 25. Mai 1909 daselbst) war ein sächsischer Fabrikant und Unternehmer. Er erbte 1857 von seinem Vater Christian Gottlieb Wellner die 1840 gegründete Argentanfabrik und baute sie in den folgenden Jahren zu einem bedeutenden Unternehmen aus, dessen bekannteste Produkte Bestecke waren. Ende des 19. Jahrhunderts traten seine Söhne als Mitinhaber in die Firma ein, die nun Sächsische Metallwarenfabrik August Wellner Söhne hieß. Wellner hatte großen Einfluss auf die industrielle Entwicklung der Stadt.

## Leben
Zusammen mit sechs Geschwistern, davon einem Bruder, wuchs Carl (später auch Karl geschrieben) August in der Familie des Unternehmers Christian Gottlieb Wellner auf, dessen Vater ursprünglich in Bermsgrün als Wald- und Bergarbeiter tätig gewesen war und 1810 nach Aue zog. 
Nach dem Besuch der Schule in Aue machte Carl August eine Lehre als Tischler und konnte 1854 den Meisterbrief erwerben. Durch den frühen Tod des Vaters erbte Carl einen Teil der Argentanfabrik und führte sie nach dreijähriger Wanderschaft ab 1858 erfolgreich weiter. Spezielle Kenntnisse über die Herstellung von Argentan und der Weiterverarbeitung zu Blechen und Endprodukten erwarb Karl August 1862 durch Besuch der Berliner Neusilberfabrik Henninger. Als Erstgeborener erbte er aus der Firma GOWE seines Vaters eine Schmelzhütte, die perfekt in sein eigenes Produktionsprofil passte und die am 18. Juni 1854 unter dem Namen Carl August Wellner als sein grundlegendes Unternehmen beim Amtsgericht Aue eingetragen wurde.
In seiner Fabrik sorgte er dafür, dass immer die neuesten Produktionsverfahren Einzug hielten. Beispielsweise ließ er Spindel-Exzenterpressen sowie Planier- und Ovaldrehbänke anschaffen. Hofseitig erwarb Carl August Wellner 1883 ein Wiesengrundstück von 6000 Quadratmeter hinzu. 
Zugleich verfolgte und unterstützte Wellner die Entwicklung der hiesigen Holzverarbeitenden Industrie: Zusammen mit dem Stuhlbauer Christian Becher gründete er eine Stuhl- und Möbelfabrik, die er 1872 seinem Sohn Ernst übergab.
1892 übergab Wellner die Fabrik an seine Kinder Ernst Albin, Paul und Ida Marie, behielt jedoch noch bis 1895 die Leitung.

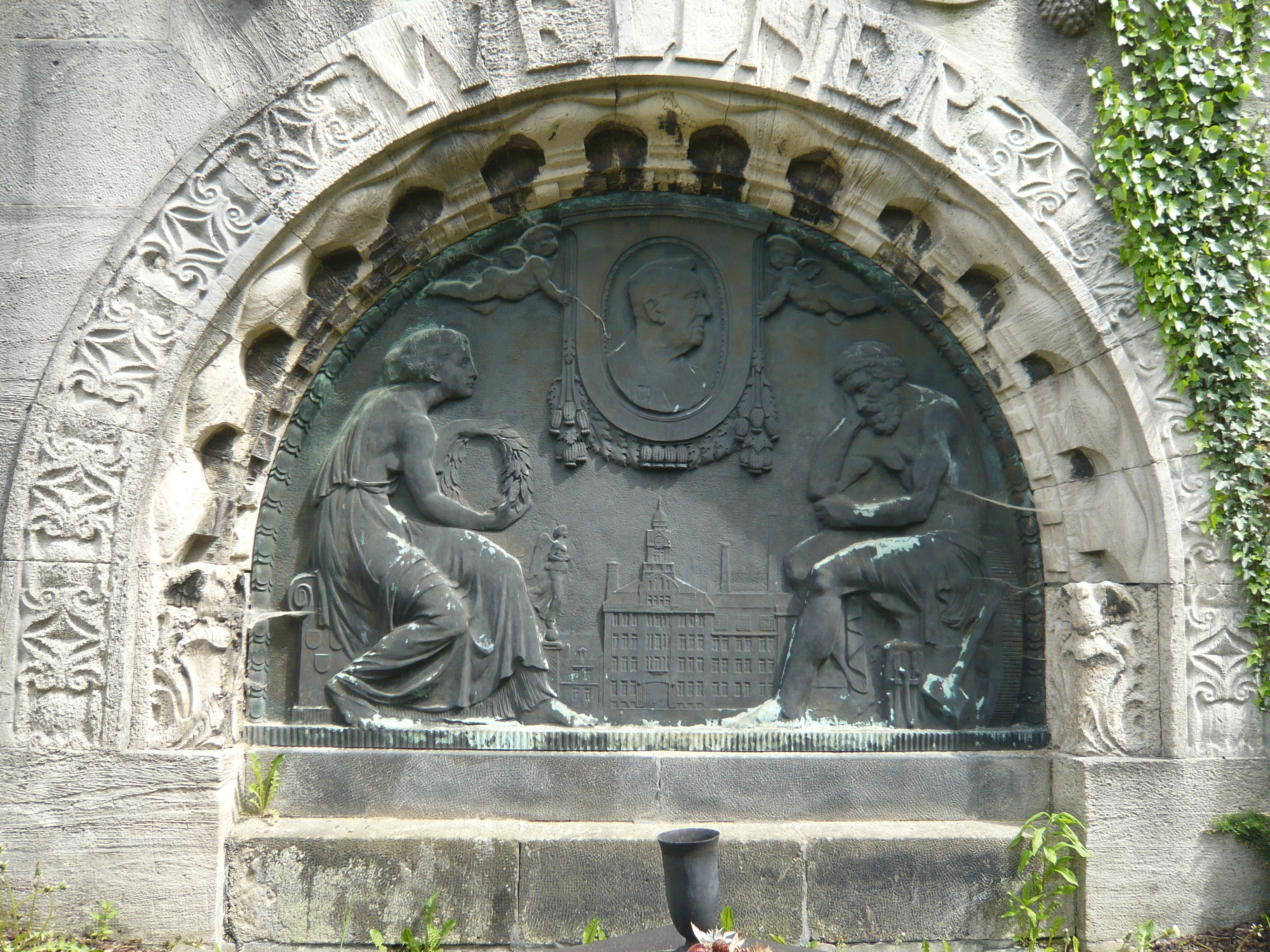
Kupferschmuck am Grabmal Wellner

Nachdem Carl August Wellner 1909 gestorben war, wurde er in der Familiengruft auf dem Gemeindefriedhof St. Nicolai, dem heutigen Städtischen Friedhof an der Schwarzenberger Straße, beigesetzt. Sein Schwiegersohn und späterer Geschäftsführer der Wellner'schen Besteckfabrik, Peter Paul Gaedt, ließ in den 1920er Jahren ein imposantes Grabmal für die Familie Wellner errichten. Es trägt eine künstlerisch gestaltete Kupferplatte mit dem von zwei Engeln getragenen Porträt von Karl August. Hinter zwei Trauernden ist das in seinem Auftrag errichtete Firmengebäude in der heutigen Marie-Müller-Straße dargestellt. Die Platte wird von dem schlichten Schriftzug Wellner auf dem Stein umgeben. Die Gruft ist seit Beginn des 21. Jahrhunderts ein gelistetes Kulturdenkmal.

## Verdienste um die Besteckproduktion

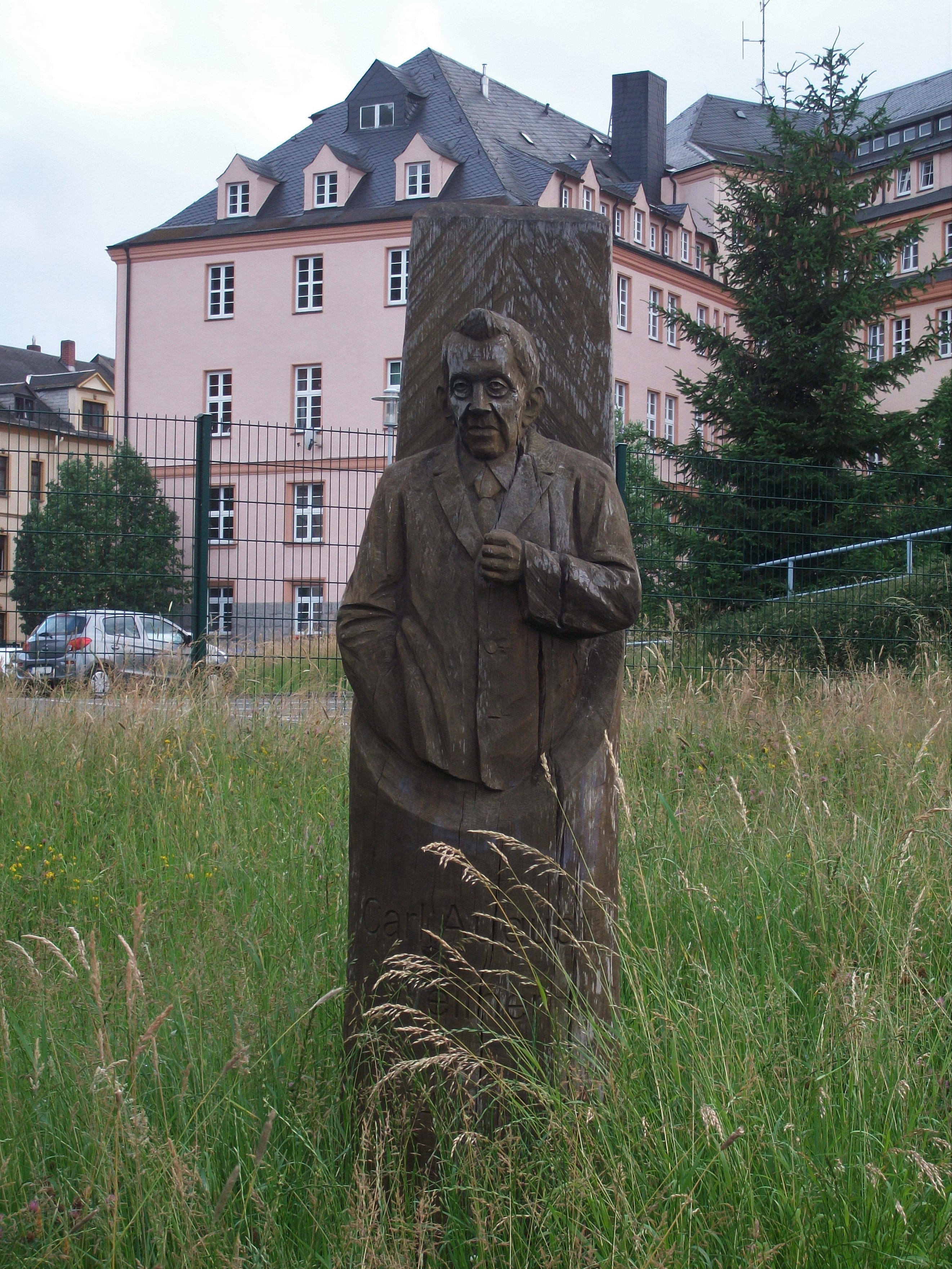
Carl August Wellner (Skulptur in Aue), entstanden bei einem Holzbildhauersymposium und aufgestellt im Stadtgarten

Carl August Wellner führte nach der Übernahme der Leitung der Argentanfabrik moderne Maschinen und Produktionsverfahren ein, wodurch die Tagesproduktion gesteigert und die manuelle Arbeit verringert werden konnte. Bereits 1861 erwarb er beispielsweise von der Firma Erdmann Kircheis die erste doppelarmige Handspindelpresse. 

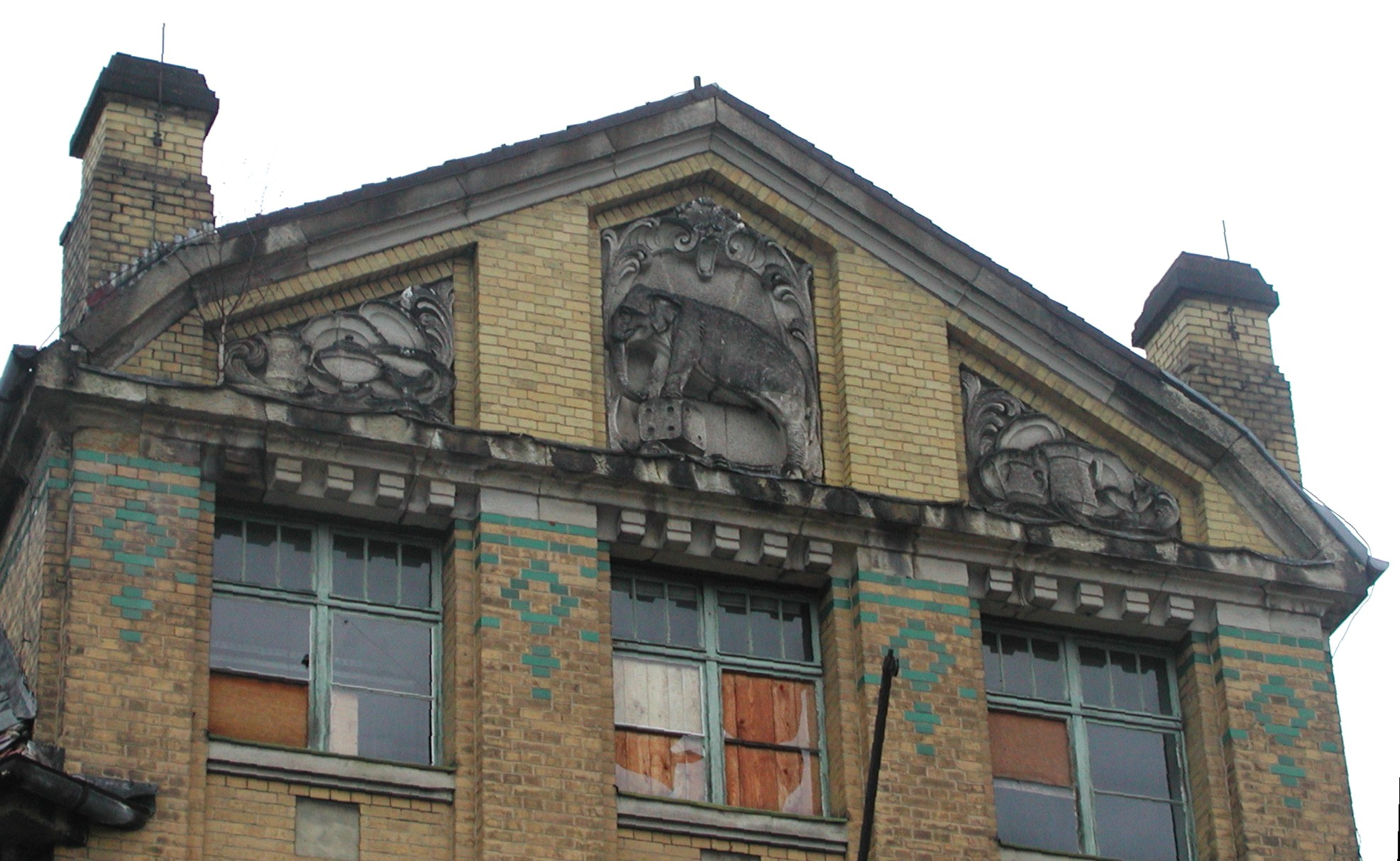
Symbolfiguren an den Wellnerwerken: Elefant auf Würfel

Die Fabrikanlagen wurden durch Zukauf der stillgelegten Langmühle (die nach vier Jahren wieder abgestoßen wurde) und Erwerb von Baugelände an der Zwickauer Mulde stetig ausgebaut. Es entstanden eine Langkessel-Dampfkraftanlage, ein Walzwerk, eine Argentangießerei mit Stangen- und Drahtzieherei. Der Produktionsschwerpunkt verlagerte sich auf Löffel, Tafelgeschirr und Hohlwaren wie Kannen. 1897 wurden völlig neue Fabrikhallen eingeweiht, die äußerlich kunstvoll ausgestattet waren. Karl August hatte mit der Wahl der Symbolfiguren Elefant (= Kraft), drei Zwerge („drei Männel“) und einem Würfel (= Glück und Vielfalt) einprägsame Markenzeichen für seine Produkte eingeführt. Diese Symbole sind auch als Fassadenschmuck an den Industriebauten des Werkes dargestellt. In den Jahren der stetigen Erweiterung der Erzeugnisse aus Argentan eröffnete Wellner in elf anderen deutschen Städten und auch im Ausland Niederlassungen und Handelsvertretungen. Beim Tod von Carl August Wellner zählten die Auer Wellner-Werke mit 1000 Beschäftigten zu den größten Arbeitgebern des Ortes. Die Statistik nennt für 1911 eine Jahresproduktion von 36 Millionen Besteckteilen in 122 verschiedenen Modellen sowie 222 unterschiedliche Hotel- und Tafelgeräte.

## Privates
Carl August Wellner heiratete am 13. Juli 1851 Karoline Schott aus Bärenwalde. Aus der Ehe gingen insgesamt sechs Kinder hervor:
- Ernst Emil Wellner (geb. 23. Juni 1853, gest. 1911)[1]
- Ernst Albin Wellner (geb. 14. März 1858, gest. 1925)[1], diesem schenkte der Vater 1872 eine Stuhl- und Möbelfabrik
- Gustav Emil Wellner (geb. 20. Februar 1860, gest. 1929)[1]
- Herman(n) Wellner (geb. 21. Februar 1862, gest. 1890)[1]
- Ida Marie Wellner (geb. 20. August 1864, gest. 20. Oktober 1943), heiratete später den  Kaufmann Peter Paul Gaedt und blieb mit diesem dem Unternehmen ihres Vaters weiterhin verbunden[1]
- Richard Paul Wellner (geb. 21. Juni 1866, gest. 22. Mai 1925 in Bad Nauheim), wurde später Vorstandsmitglied und Direktor der Metallwarenfabrik August Wellner Söhne[1]

Im Jahr 1872 verunglückte Wellners Frau in seiner Fabrik tödlich. Sie hatte in der Produktion mitgearbeitet und war in das Räderwerk einer Löffelwalze geraten.